# ムーンウォーク (曲)
「ムーンウォーク」は、MONOBRIGHTの楽曲である。2012年11月7日に12枚目のシングルとして発売された。テレビ東京系アニメ『銀魂』の10月クールエンディングテーマとして使用された本作は、「心のSF感」がテーマとなっている。作詞は桃野陽介と出口博之の共作で、作曲はMONOBRIGHT。
シングル『ムーンウォーク』は、オリコン週間シングルランキングで最高位22位を獲得。

## 背景
「ムーンウォーク」は、テレビ東京系アニメ『銀魂』の10月クールエンディングテーマで、『銀魂』のタイアップは同作のオープニングテーマとなった「アナタMAGIC」以来3年ぶりとなった。
楽曲は『銀魂』の世界観に触発されており、「心のSF感」がテーマとなっている。桃野陽介は「心にある思いが強すぎて飛び出ちゃう感じというか。そういう感情の高まりとか、気持ちの揺れとか爆発とか、そういうものを書いた曲」と説明している。曲調は、桃野曰く「ヒダカが持ってきたオールディーズ感に、アニソン感をプラスした」もので、ささきいさおをイメージした歌唱法が採用されている。作詞には出口博之も参加しており、桃野が書いた歌詞に加筆修正をしていることから、ヒダカは「今回は出口さんのセンスが問われる曲」としている。

## リリース
シングル『ムーンウォーク』は、日高央の脱退前最後のシングル。シングルのカップリングとして、アルバム『新造ライブレーション』に収録の「旅立ちと少年3」のスタジオレコーディングバージョンや新曲、ライブ音源などが収録されている。通常盤、初回生産限定盤、フルヴォリューム盤の3形態での発売で、初回生産限定盤のジャケットには『銀魂』の主人公である坂田銀時、フルヴォリューム盤のジャケットには同作に登場する坂田金時の描き下ろしイラストが使用されている。
「ムーンウォーク」は、翌年に発売されたベスト・アルバム『MONOBRIGHT BEST ALBUM 〜Remain in MONOBRIGHT』やコンピレーション・アルバム『銀魂BEST3』に収録されたが、同年に発売されたオリジナル・アルバム『MONOBRIGHT three』には収録されていない。

## ミュージック・ビデオ
「ムーンウォーク」のミュージック・ビデオは、楽曲のテーマとなっている「心のSF感」を表現しながら、ヒダカとの離婚（脱退）劇を描いた作品となっている。このミュージック・ビデオは、2012年10月23日にニコニコ生放送で配信された『MONOBRIGHTって誰?』で初公開となり、2013年1月29日に発売されたベストビデオクリップ集『MONOBRIGHT BEST CLIPS 〜Remain in MONOBRIGHT〜』に収録された。

## シングル収録曲

### 通常盤・フルヴォリューム盤
| #         | タイトル                                  | 作詞              | 作曲         | 編曲         | 時間  |
| --------- | ----------------------------------------- | ----------------- | ------------ | ------------ | ----- |
| 1.        | 「ムーンウォーク」                        | 桃野陽介 出口博之 | モノブライト | モノブライト | 3:32  |
| 2.        | 「旅立ちと少年3」(スタジオREC ver.)       | 桃野陽介          | モノブライト | モノブライト | 4:43  |
| 3.        | 「LET IT RIDE」                           | 桃野陽介          | モノブライト | モノブライト | 2:52  |
| 4.        | 「ムーンウォーク」(LIVE ver.@新代田FEVER) | 桃野陽介 出口博之 | モノブライト |              | 4:07  |
| 5.        | 「ムーンウォーク」(less vocal)            |                   |              |              | 3:30  |
| 合計時間: | 合計時間:                                 | 合計時間:         | 合計時間:    | 合計時間:    | 18:44 |

### 初回生産限定盤
| #         | タイトル                                       | 作詞              | 作曲         | 編曲         | 時間  |
| --------- | ---------------------------------------------- | ----------------- | ------------ | ------------ | ----- |
| 1.        | 「ムーンウォーク」                             | 桃野陽介 出口博之 | モノブライト | モノブライト | 3:32  |
| 2.        | 「旅立ちと少年3」(スタジオREC ver.)            | 桃野陽介          | モノブライト | モノブライト | 4:43  |
| 3.        | 「アンチ・ヴァイオレント・セクシー」           | 桃野陽介 日高央   | モノブライト | モノブライト | 4:15  |
| 4.        | 「FUNKTOPIA [instrumental]」(スタジオREC ver.) |                   | モノブライト | モノブライト | 1:46  |
| 5.        | 「ムーンウォーク」(less vocal)                 |                   |              |              | 3:30  |
| 合計時間: | 合計時間:                                      | 合計時間:         | 合計時間:    | 合計時間:    | 17:46 |

| #  | タイトル                                   | 作詞 | 作曲・編曲 |
| -- | ------------------------------------------ | ---- | ---------- |
| 1. | 「ムーンウォーク」(ライヴ映像@新代田FEVER) |      |            |
| 2. | 「旅立ちと少年3」(ライヴ映像@新代田FEVER)  |      |            |
| 3. | 「ハートビート」(Music Video)              |      |            |

## チャート成績
| チャート (2012年)        | 最高位 |
| ------------------------ | ------ |
| 日本 (オリコン)          | 22     |
| 日本 (Japan Hot 100)     | 61     |
| 日本 (Top Singles Sales) | 22     |